# Aleksandr Seryj
Aleksandr Seryj (russisk: Алекса́ндр Ива́нович Се́рый) (født 27. oktober 1927 i Ramon i Sovjetunionen, død 16. oktober 1987 i Moskva i Sovjetunionen) var en sovjetisk filminstruktør og manuskriptforfatter.

## Filmografi
- Dsjentlmen udatji (da.: Lykkens gentlemen, 1971)
- Ty - mne, ja - tebe (Ты — мне, я — тебе, 1976)[2][3]